# پارک یومه نو شیما
پارک یومه نو شیما (به ژاپنی: 夢の島公園, Yumenoshima Kōen) یک پارک در محله یومه نو شیما در منطقه کوتو-کو، توکیو در توکیو، ژاپن است.